# Ludza
Ludza (németül: Ludsen, oroszul: Люцин) város Lettországban, az ország egyik legrégebbi települése. A 2009-es közigazgatási reformig Lettország Ludza járásához tartozott.

## Fekvése
Ludza a latgalei fennsíkon helyezkedik el, Rēzekne közelében. A terület rendkívül gazdag tavakban. A város két azonos nevű tó között, a Nagy Ludza-tó (Lielais Ludzas ezers) (846,4 ha), és a Kis Ludza-tó (Mazais Ludzas ezers) (36,5 ha) között fekszik. A környéken még további tavak is találhatók, például a Dunakļu-tó (82,7 ha), a Zvirgzdenes-tó (134,2 ha) és a Runtortas-tó.

## Története
Ludzát először egy 1173-ban vagy 1177-ben íródott orosz krónika említi. A livóniai Kardtestvérek rendje 1399-ben a meglévő latgal erődítményt felhasználva várat épített Ludzában. Ez az orosz területekre vezető kereskedelmi utak védelmére épült vár volt a Kardtestvérek rendjének leghatalmasabb erődítménye. 1481-ben az orosz seregek elfoglalták és részlegesen lerombolták, de 1525-re ismét megerősítette a lovagrend. Véglegesen 1656-ban, az orosz-svéd háborúban foglalták el az oroszok, és Alekszej orosz cár parancsára ismét lerombolták.
1777-ben Nagy Katalin cárnő emelte a települést városi rangra.

## Látnivalók
- A Livóniai lovagrend várának romjai

## Híres ludzaiak
- Itt született Dainis Krištopāns (1990), lett válogatott kézilabdázó